# Gerencia de Proyectos Geotermoeléctricos
La Comisión Federal de Electricidad (CFE) es una empresa paraestatal, encargada de controlar, generar, transmitir y comercializar energía eléctrica en todo el territorio mexicano. Fue fundada el 14 de agosto de 1937 por el Gobierno Federal. La Gerencia de Proyectos Geotermoeléctricos  (GPG) es una gerencia dependiente de la Subdirección de Generación, que a su vez forma parte de la Dirección de Operación de la CFE.

## Organigrama[1]
- Residencia de los Azufres
- Residencia General de Cerro Prieto
- Residencia Las Tres Vírgenes
- Residencia Los Humeros
- Subgerencia de Automatización, Telemetría y Control
- Subgerencia de Desarrollo Tecnológico
- Subgerencia de Estudios
- Subgerencia de Perforación
- Subgerencia de Proyectos de Energía Renovable
- Subgerencia de Administración
- Departamento de Control de Gestión
- Departamento Jurídico

## Proyectos

### Energía Geotérmica
- Cerro Prieto, Baja California
- Los Azufres, Michoacán[2]
- Los Humeros, Puebla[3]
- Las Tres Vírgenes, Baja California Sur[4]

En proyecto:
- "Cerritos Colorados", (Bosque La Primavera), Zapopan, Jalisco[5]

### Energía Solar
- Proyecto Piloto de Generación Solar (Fotovoltaica) en Cerro Prieto, Baja California[6]

### Energía Eólica
- La Venta , Oaxaca
- Oaxaca I, II, III y IV[7]

### Energía Undimotriz
En proyecto:
- Rosarito, Baja California[8]